# Great Grape
Great Grape es un álbum recopilatorio publicado por Columbia Records en 1971 que recopila canciones de tres de los cuatro álbumes de Moby Grape en Columbia Records – Moby Grape, Wow y Moby Grape '69. Se ha especulado que la decisión de Columbia de lanzar este álbum se basó únicamente en tratar de capitalizar cualquier interés generado en Moby Grape por el entonces reciente lanzamiento de un nuevo álbum de estudio, 20 Granite Creek, en Reprise Records.

## Recepción de la crítica
El personal de la revista Billboard lo describió como “un reempaquetado de algunos de sus materiales más interesantes”, y añadió que Great Grape “es una programación obligada para las estaciones de rock progresivo de FM y debe ser un artículo fuerte de ventas”. El sitio web altrockchick lo describió como “un disco bastante bueno”.

## Lista de canciones
| Lado uno |                                                                  |          |  |
| N.º      | Título                                                           | Duración |  |
| 1.       | «Omaha» (Skip Spence)                                            | 2:22     |  |
| 2.       | «Murder in My Heart for the Judge» (Jerry Miller, Don Stevenson) | 2:57     |  |
| 3.       | «Bitter Wind» (Bob Mosley)                                       | 3:04     |  |
| 4.       | «It's a Beautiful Day Today» (Mosley)                            | 3:06     |  |
| 5.       | «Changes» (Miller, Stevenson)                                    | 3:21     |  |

| Lado dos |                                    |          |  |
| N.º      | Título                             | Duración |  |
| 1.       | «Motorcycle Irene» (Spence)        | 2:23     |  |
| 2.       | «Trucking Man» (Mosley)            | 2:00     |  |
| 3.       | «Someday» (Miller, Stevenson)      | 2:39     |  |
| 4.       | «8:05» (Miller, Stevenson)         | 2:19     |  |
| 5.       | «Ooh Mama Ooh» (Miller, Stevenson) | 3:25     |  |
| 6.       | «Naked, If I Want To» (Miller)     | 0:55     |  |